# Stor-Grubbtjärnen
Stor-Grubbtjärnen är en sjö i Örnsköldsviks kommun i Ångermanland och ingår i Husåns huvudavrinningsområde. Sjön är 12,8 meter djup, har en yta på 0,0323 kvadratkilometer och befinner sig 289,1 meter över havet.

## Delavrinningsområde
Stor-Grubbtjärnen ingår i det delavrinningsområde (706099-165863) som SMHI kallar för Utloppet av Stor-Kvarnstenen. Medelhöjden är 299 meter över havet och ytan är 0,21 kvadratkilometer. Det finns inga avrinningsområden uppströms utan avrinningsområdet är högsta punkten. Vattendraget som avvattnar avrinningsområdet har biflödesordning 3, vilket innebär att vattnet flödar genom totalt 3 vattendrag innan det når havet efter 45 kilometer. Avrinningsområdet består mestadels av skog (93 procent).